# دونگی دوباتس
دونگی دوباتس (به صربی: Donji Dubac) یک منطقهٔ مسکونی در صربستان است که در لوچانی واقع شده‌است. دونگی دوباتس ۲۶٫۸۸ کیلومتر مربع مساحت و ۴۱۱ نفر جمعیت دارد و ۷۸۸ متر بالاتر از سطح دریا واقع شده‌است.